# I Mean It
I Mean It (englisch für „Ich meine es ernst“) ist ein Lied des US-amerikanischen Rappers G-Eazy, das er zusammen mit dem Sänger Remo aufnahm. Der Song wurde am 13. Mai 2014 als fünfte Single seines dritten Studioalbums These Things Happen veröffentlicht.

## Inhalt
I Mean It wird von G-Eazy aus der Perspektive des lyrischen Ichs gerappt und handelt davon, dass er alles, was er sagt, auch ernst meint. Dabei prahlt er, wie er mit seiner Musik die Rapszene übernehme, reich werde und Frauen aufreiße. Die anderen Rapper seien nur neidisch auf ihn und im Gegensatz zu ihm nicht authentisch. Der Refrain wird von Remo gesungen.

“If I ever said I’m never scared – Just know I mean it

If I ever said I fucked your bitch – Just know I mean it

And if I ever said I’m gettin’ money – Just know I mean it

And oh Lord oh Lord knows – He knows I mean it”

## Produktion
Das Lied wurde von Remo the Hitmaker, G-Eazy und Christoph Andersson produziert. Alle drei fungierten zugleich als Autoren.

## Musikvideo
Bei dem zu I Mean It gedrehten Musikvideo führte Bobby Bruderle Regie. Es feierte am 28. Mai 2014 auf YouTube Premiere und verzeichnet über 741 Millionen Aufrufe (Stand: Oktober 2024). Im Video spielt G-Eazy einen Nachrichtensprecher im Anzug, der den Liedtext als Bericht in die Kamera spricht. Dabei wird er von verschiedenen Menschen aufmerksam und gebannt im Fernsehen verfolgt, darunter die Schauspielerin Paige Hurd und der Rapper Kyle. Auch der Refrain wird von G-Eazy lippensynchronisiert, wogegen Remo nicht im Video zu sehen ist. Während der zweiten Strophe interviewt G-Eazy sich selbst im Fernsehstudio.

## Single

### Covergestaltung
Das Singlecover ist schwarz-weiß gehalten und zeigt G-Eazy, der den Betrachter ernst anblickt, die Hände ineinander gelegt hat und eine Lederjacke trägt. Im Vordergrund befindet sich der weiße Titel I Mean It, während der weiße Schriftzug G-Eazy im oberen Teil des Bilds steht. Der Hintergrund ist komplett schwarz.

### Chartplatzierungen
I Mean It stieg am 17. Januar 2015 in die US-amerikanischen Singlecharts ein und erreichte am 14. Februar mit Rang 98 die beste Platzierung. Insgesamt war es vier Wochen in den Top 100 vertreten.
| ChartsChartplatzierungen       | Höchstplatzierung | Wochen |
| ------------------------------ | ----------------- | ------ |
| Vereinigte Staaten (Billboard) | 98 (4 Wo.)        | 4      |

### Auszeichnungen für Musikverkäufe
I Mean It erhielt im Jahr 2023 in Deutschland für mehr als 200.000 verkaufte Einheiten eine Goldene Schallplatte. In den Vereinigten Staaten wurde es 2018 für über drei Millionen Verkäufe mit Dreifach-Platin ausgezeichnet. Im Vereinigten Königreich erhielt das Lied 2020 für mehr als 200.000 verkaufte Exemplare eine Silberne Schallplatte.

| Land/Region                  | Auszeichnungen für Musikverkäufe (Land/Region, Auszeichnung, Verkäufe) | Verkäufe  |
| ---------------------------- | ---------------------------------------------------------------------- | --------- |
| Dänemark (IFPI)              | Gold                                                                   | 45.000    |
| Deutschland (BVMI)           | Gold                                                                   | 200.000   |
| Kanada (MC)                  | 2× Platin                                                              | 160.000   |
| Neuseeland (RMNZ)            | Platin                                                                 | 30.000    |
| Vereinigte Staaten (RIAA)    | 3× Platin                                                              | 3.000.000 |
| Vereinigtes Königreich (BPI) | Silber                                                                 | 200.000   |
| Insgesamt                    | 1× Silber · 2× Gold · 6× Platin ·                                      | 3.635.000 |

Hauptartikel: G-Eazy/Auszeichnungen für Musikverkäufe

## Remix
2014 wurde auch eine offizielle Remixversion des Songs veröffentlicht, auf der neben G-Eazy und Remo der Rapper Rick Ross zu hören ist.